# Ľuboš Hanzel
Ľuboš Hanzel (ur. 7 maja 1987 w Zavarze) – słowacki piłkarz występujący na pozycji lewego obrońcy.

## Kariera klubowa
Hanzel rozpoczął piłkarską karierę w Spartaku Trnawa. W sezonie 2004/05 zadebiutował w Corgoň Lidze, mając wówczas 17 lat. Do stycznia 2008 roku rozegrał w barwach Spartaka 31 spotkań i wtedy też trafił na wypożyczenie do innego słowackiego klubu – FC Senec, w którym występował w podstawowym składzie. Latem powrócił do zespołu z Trnawy. 11 kwietnia 2009 roku strzelił swojego pierwszego gola w lidze, w wygranym 4:1 meczu z DAC Dunajská Streda. Na koniec rozgrywek zajął ze swoją drużyną 3. miejsce w tabeli.
W sierpniu 2009 roku Hanzel został wypożyczony do niemieckiego FC Schalke 04 z opcją przedłużenia wypożyczenia na 2 lata. Zagrał dla tego klubu w jednym spotkaniu, po czym powrócił do swojej ojczyzny. Na początku 2013 roku podpisał półroczny kontrakt z Jagiellonią Białystok, a latem przeniósł się do armeńskiego Bananca Erywań.
| Sezon       | Klub                  | Kraj     | Rozgrywki   | Mecze | Bramki |
| ----------- | --------------------- | -------- | ----------- | ----- | ------ |
| 2004/05     | Spartak Trnawa        | Słowacja | Corgoň Liga | 13    | 0      |
| 2005/06     | Spartak Trnawa        | Słowacja | Corgoň Liga | 2     | 0      |
| 2006/07     | Spartak Trnawa        | Słowacja | Corgoň Liga | 8     | 0      |
| 2007/08 (j) | Spartak Trnawa        | Słowacja | Corgoň Liga | 8     | 0      |
| 2007/08 (w) | FC Senec              | Słowacja | Corgoň Liga | 11    | 0      |
| 2008/09     | Spartak Trnawa        | Słowacja | Corgoň Liga | 25    | 3      |
| 2009/10 (j) | FC Schalke 04         | Niemcy   | Bundesliga  | 1     | 0      |
| 2009/10     | Spartak Trnawa        | Słowacja | Corgoň Liga | 13    | 0      |
| 2010/11     | Spartak Trnawa        | Słowacja | Corgoň Liga | 7     | 0      |
| 2011/12     | Spartak Trnawa        | Słowacja | Corgoň Liga | 31    | 0      |
| 2012/13 (j) | Spartak Trnawa        | Słowacja | Corgoň Liga | 16    | 0      |
| 2012/13 (w) | Jagiellonia Białystok | Polska   | Ekstraklasa | 6     | 0      |
| 2013/14     | Bananc Erywań         | Armenia  | I liga      | 11    | 1      |
| 2013/14     | FK Dukla Praga        | Czechy   | I liga      | 5     | 0      |
| 2014/15     | Bananc Erywań         | Armenia  | I liga      | 27    | 5      |
| 2015/16     | Spartak Trnawa        | Słowacja | Corgoň Liga | 3     | 0      |
| 2015/16     | TJ Iskra Borčice      | Słowacja | II liga     | 6     | 0      |
| 2016/17     | TJ Iskra Borčice      | Słowacja | III liga    | ?     | ?      |
| 2017/18     | TJ Iskra Borčice      | Słowacja | III liga    | 19    | 2      |
| 2017/18     | FKM Nové Zámky        | Słowacja | III liga    | 14    | 2      |

## Kariera reprezentacyjna
W reprezentacji Słowacji Hanzel zadebiutował 6 czerwca 2009 roku w wygranym 7:0 meczu eliminacji do Mistrzostw Świata w RPA z San Marino, zdobywając gola.